# Кавказ (порт)
45°20′ пн. ш. 36°40′ сх. д. / 45.333° пн. ш. 36.667° сх. д.
Кавказ — залізнична станція і невеликий порт на косі Чушка в Керченській протоці, Краснодарський край Росія. Порт може приймати судна до 130 м завдовжки, 14,5 завширшки та до 5 м занурення.
Також на території порту є автомобільний пором, що з'єднує Краснодарський край і Крим (Кавказ — порт Крим).
Південна зона порту перебуває зараз на реконструкції. Заплановано збільшити товарообіг порту Кавказ до 4 млн т/рік.

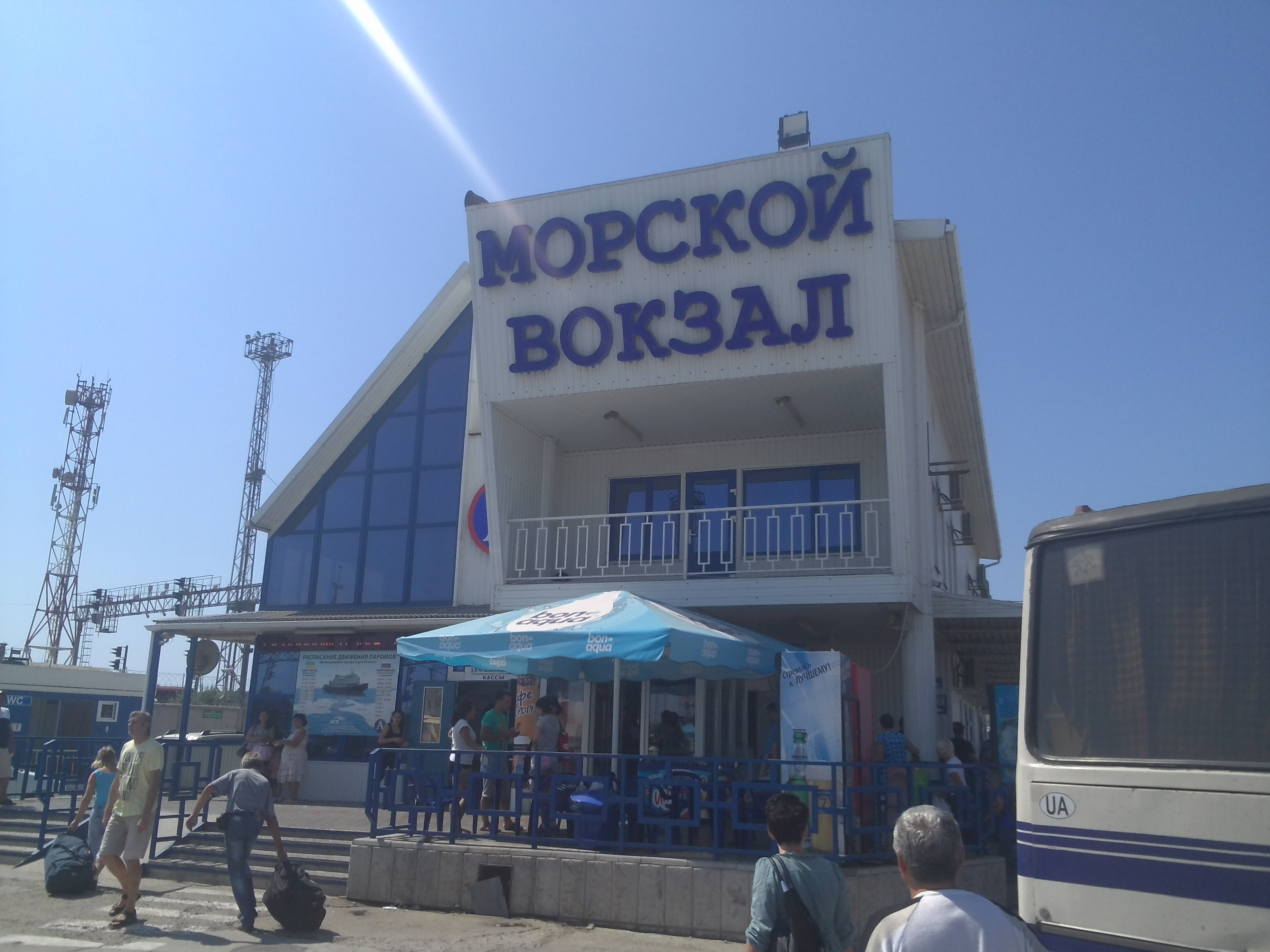
Вокзал порту
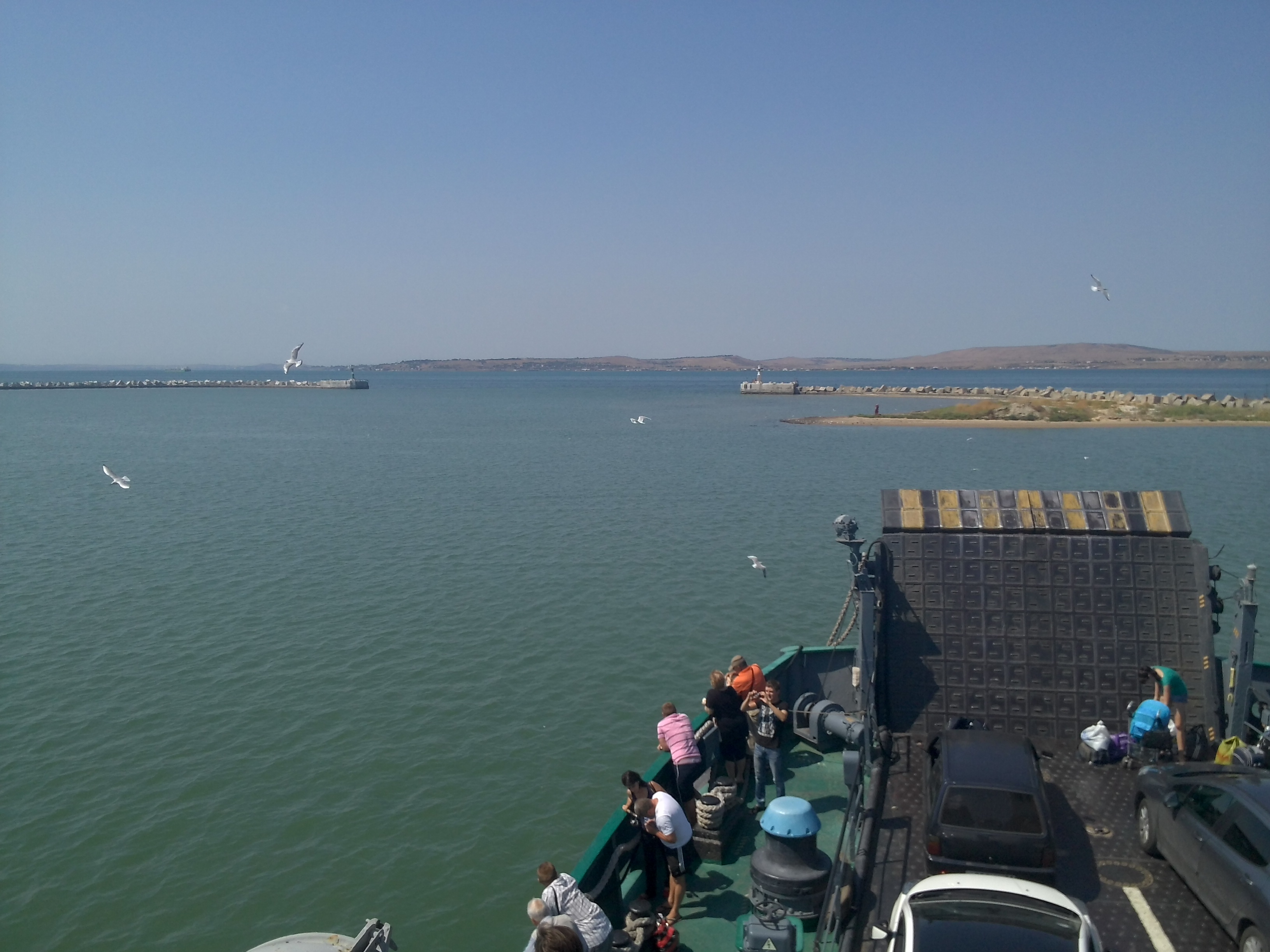
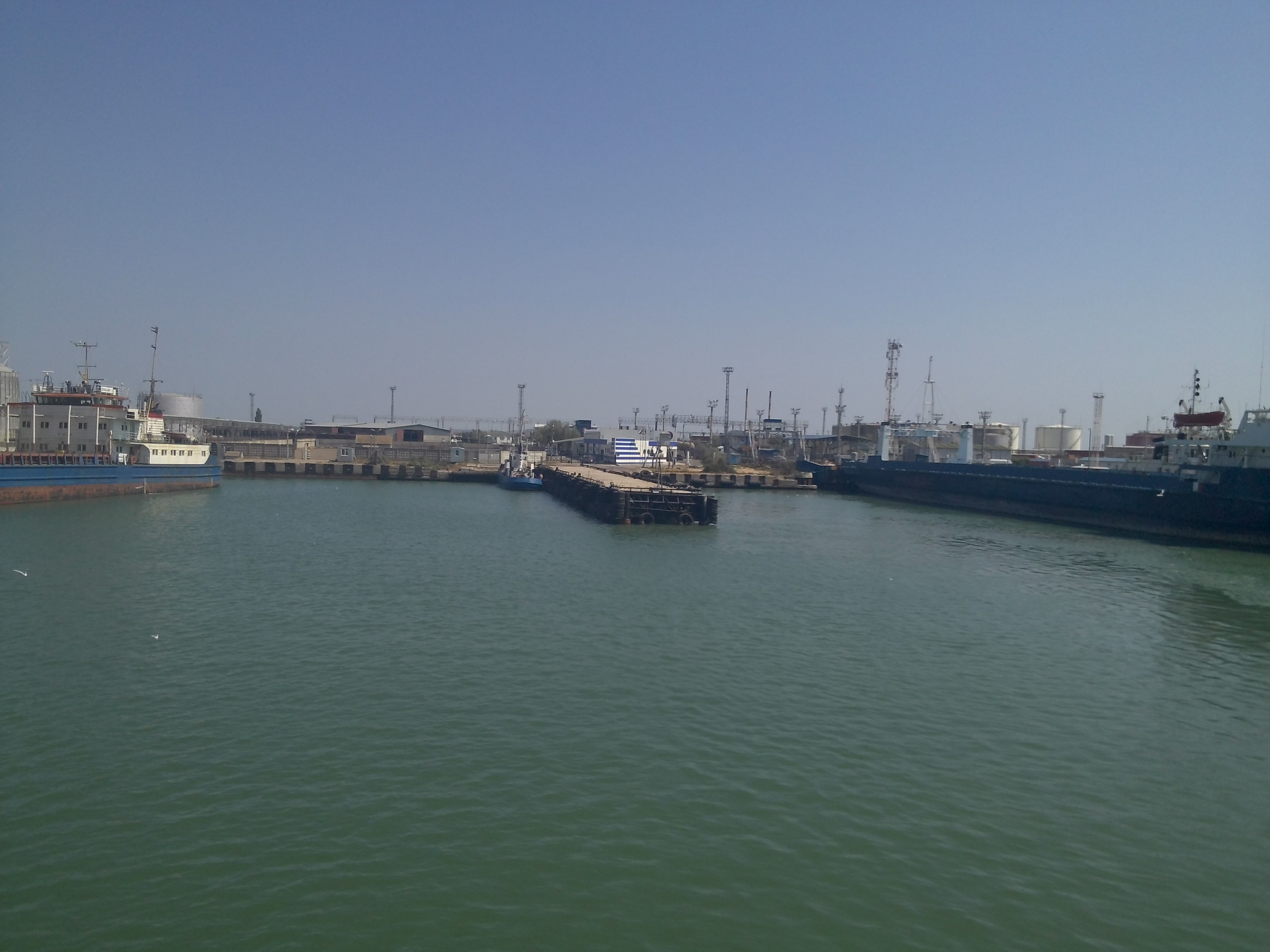
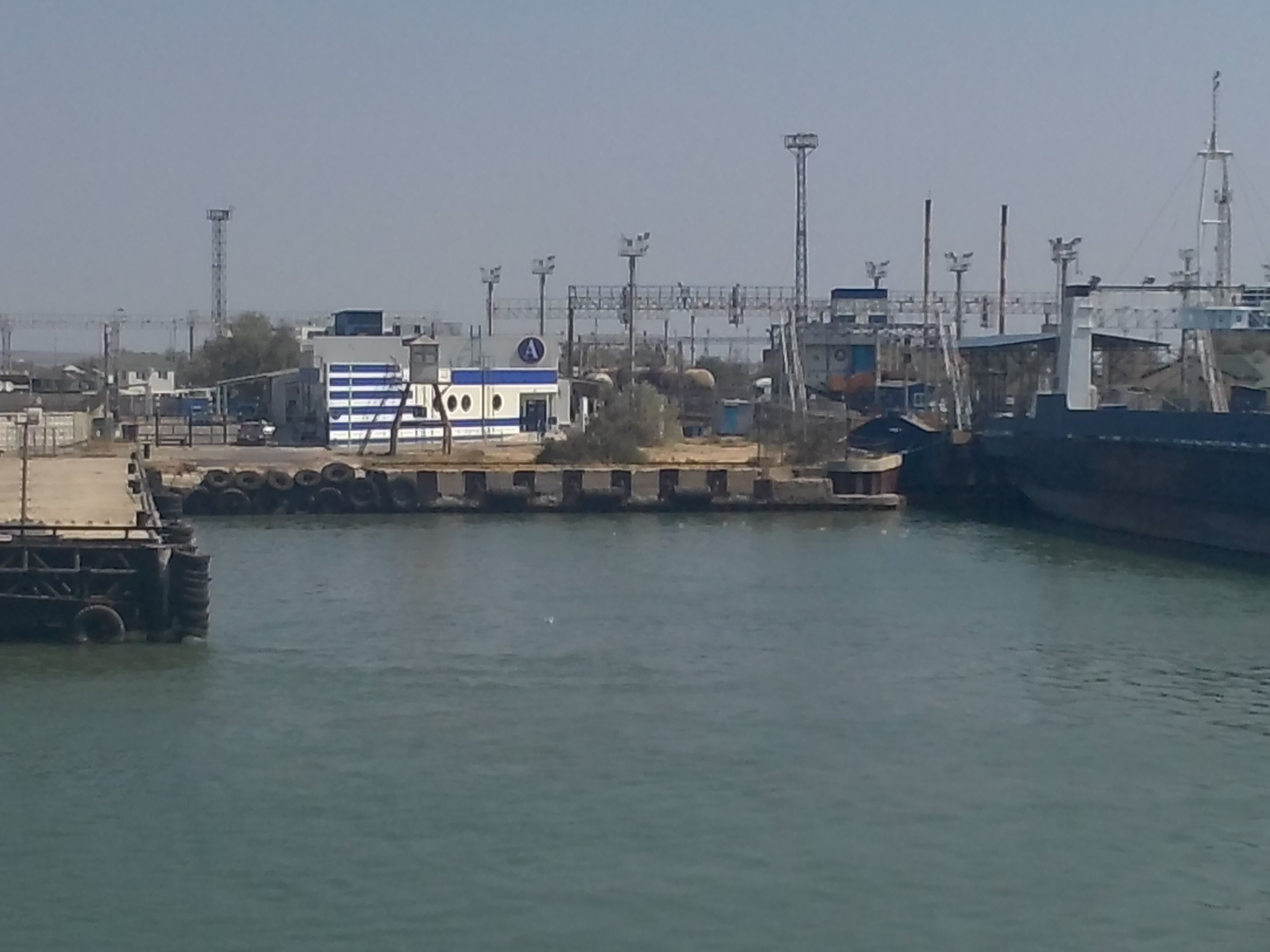
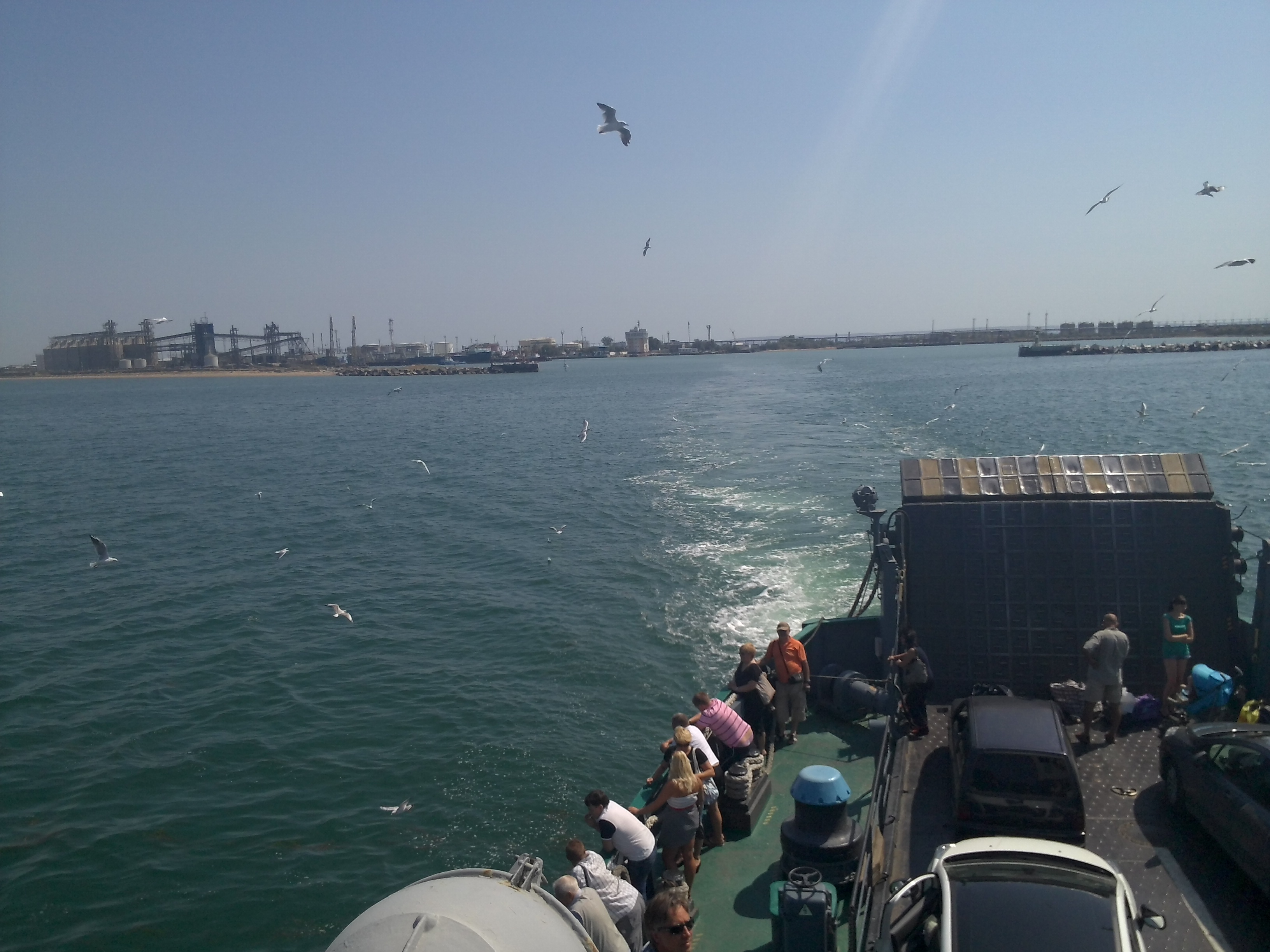
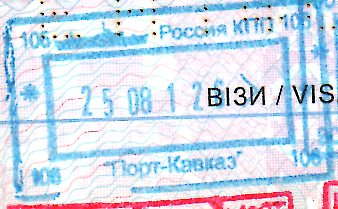
Штамп пункту пропуску "Порт-Кавказ"